# Vega Baja (Puerto Rico)
Vega Baja es un municipio del Estado Libre Asociado de Puerto Rico. Según el censo de 2020, tiene una población de 94 414 habitantes.Está ubicado en la parte central de la costa norte de la isla. Limita al norte con el océano Atlántico; al sur, con el municipio de Morovis; al este, con el municipio de Vega Alta, y al oeste, con el municipio de Manatí.Es parte del área metropolitana de San Juan.
Vega Baja es conocido como la "Ciudad del Melao Melao", haciendo referencia de su pasado cañero. También se le conoce como la "Villa del Naranjal", ya que las chinas eran el fruto menor de mayor cultivo en este pueblo. El municipio ocupa una superficie de 124.53 km². Su patrona es Nuestra Señora del Rosario. 
El municipio esta organizado en 14 barrios: Algarrobo, Almirante Norte, Almirante Sur, Cabo Caribe, Ceiba, Cibuco, Puerto Nuevo, Pugnado Adentro, Pugnado Afuera, Quebrada Arenas, Río Abajo, Río Arriba, Pueblo y Yeguada.
Uno de los distintivos del municipio de Vega Baja es el Museo Militar Jorge Otero, el cual se encuentra en el área de Tortuguero. Allí se conservan materiales utilizados en la Segunda Guerra Mundial y la guerra de Corea. Tiene además dos importantes teatros en el casco urbano. El Teatro América, de estilo art déco, fue inaugurado en 1924 como cine de pueblo con una capacidad para 527 espectadores. Dicho teatro operó hasta 1985. El Teatro Fénix fue construido en 1917 al estilo neoclásico, con cabida para 800 personas. Tiene cuatro camerinos y un espacioso escenario.
Vega Baja también se distingue por ser un municipio rico en hallazgos arqueológicos. En esta zona se descubrió lo que se designó el "Paso del Indio", el cual exhibe evidencia de la cultura ostionoide. Según los arqueólogos que laboraron en el descubrimiento de enterramientos humanos indígenas en Vega Baja, este es un yacimiento de categoría mundial, ya que se dice que, posiblemente, se efectuó el estudio más completo sobre los restos humanos prehistóricos de Puerto Rico.
Por otro lado Vega Baja ofrece al visitante una variedad de áreas recreativas, ya que sus recursos naturales son diversos. Las playas y zonas de esparcimientos como Puerto Nuevos, Tortuguero y El Tecre lo cualifican para el desarrollo del ecoturismo; también lo son sus manantiales: El Ojo de Agua, Charco Azul y Encantada.

## Historia
Hace dos mil años Vega Baja se llamaba Sebuco. Estaba poblado por los aborígenes llamados taínos, con el cacique de la tribu Guacabo. Con la llegada de los españoles, y al ellos descubrir la gran cantidad de oro en las riberas del río Cibuco, los aborígenes taínos fueron desplazados y los españoles tomaron posesión de la zona. Este hecho fue documentado por Fray Íñigo Abbad y Lasierra en su visita a la isla en 1776. De acuerdo con el primer historiador de Puerto Rico, "El Río Cibuco, que en otro tiempo era un manantial de riqueza por la abundancia de oro que se extrajo de sus arenas, en cuyo beneficio se empleaban muchas gentes, se ve abandonado hoy y los que pueblan las riberas son de los más pobres de la Isla, quizás sin saber ni ocurrirles haya habido; o pueda haber; tan ricos manantiales en sus márgenes". 

### Crecimiento agrario y fundación del pueblo
Posteriormente, la región, que antes se llamaba Sebuco, fue poblándose por una sociedad rural dedicada principalmente a la crianza de ganado.
Vega Baja se fundó, según los historiadores, en el año 1776. Su primer nombre fue Vega-Baxa del Naranjal de Nuestra Señora del Rosario. Don Antonio Viera, Capitán Poblador, fue el portavoz que solicitó formalmente el reconocimiento de Vega Baja como pueblo. Las 200 cuerdas que se utilizaron para establecer el municipio fueron donados por Don Manuel Negrón Benítez. Luego de su establecimiento, el pueblo fue dividido en 14 barrios. Posteriormente, en 1794 se construyó su primera iglesia. 
El primer ayuntamiento quedó constituido por Manuel Joaquán de Navedo como alcalde, Manuel de Jesús Torres y Juan Antonio Negrón como regidores, y Victoriano Soriana como procurador sindico. El 30 de junio de 1814, el rey de España, Fernando VII, derogó la Constitución y estableció las Juntas de Visitas, nombradas por el gobernador en los municipios.
Durante el siglo XIX la agricultura tuvo un gran desarrollo, especialmente con el cultivo de la caña de azúcar. Esto trajo como consecuencia un aumento considerable en el número de esclavos. En el 1848 hubo una revuelta de esclavos en Vega Baja, debido al trato cruel que recibían estos de sus amos. Sin embargo, el movimiento fracasó y un mulato llamado Miguel fue fusilado, ya que se consideraba la cabecilla de la llamada "Revueltas de Esclavos".
En el año 1862 Vega Baja fue clasificado como pueblo de primera clase en el aspecto civil. Inmediatamente, se iniciaron las gestiones para que el pueblo adquiriera el título de Villa, ya que el pueblo había progresado en varios aspectos. Tenían un hospital y contaba con alumbrados de faroles. Para el 1881, contaba con 9,665 habitantes. El 6 de mayo de 1882, mediante una Real Orden, a la ciudad se le concedió el título de Villa de Vega Baja. Tres años después, se le concedió al Ayuntamiento el empleo del tratamiento de "Ilustre Ayuntamiento", lo cual está permitido solo a algunos pueblos. En el año 1947, cuando la Junta de Planificación de Puerto Rico preparó el mapa de Vega Baja y sus barrios, la zona urbana se amplió, incluyéndose el barrio Cabo Caribe. A excepción de este pequeño cambio, la organización del territorio de Vega Baja, hasta el presente es igual a la del 1898.
Al comenzar el siglo XX, la agricultura seguía siendo la principal ocupación de los vegabajeños. La central de San Vicente suplía empleos a varias personas y otras ganaban su sustentos como obreros de cultivo de la caña de azúcar y frutos menores. Al cerrar sus operaciones la Central de San Vicente en el año 1968, la administración del gobierno municipal Vega Baja en aquel entonces, tuvo que buscar nuevas fuentes de empleo para los residentes de Vega Baja.

### Industrialización
Años después del cierre de la Central de San Vicente, se establecieron industrias y poco a poco la economía de la población ha pasado de una base agrícola a una eminente industrial. Actualmente en el barrio Cabo Caribe, hay establecida una zona industrial donde operan muchas fábricas dedicadas en su mayor parte a la fabricación de piezas y objetos relacionados con electricidad.

### Aportación en los conflictos bélicos de los Estados Unidos
Para la Segunda Guerra Mundial, Vega Baja dio su gran aporte a la preparación bélica, pues en su lado occidental en las márgenes de la Laguna Tortuguero se habilitó un campamento militar. Allí se entrenaron las tropas puertorriqueñas que salieron al extrajeron. También sirvió como base de entrenamiento para la guerra de Corea (1950-1953).

## Geografía
El municipio de Vega Baja está enclavado en la Sección Húmeda Aluvial del llamado Llano Costero del Norte. Es esta la región de mayor actividad socioeconómico del país, y se extiende la primera desde Arecibo hasta Luquillo, y el segundo, desde Aguadilla, en el oeste, hasta más allá del pueblo Luquillo, en el este. Dicha región, que es la cuarta en tamaño desde el punto de vista topográfico en la Isla, demuestra unas condiciones físicas diferentes a las restantes diez áreas o regiones. Sus peculiaridades físicas y el desarrollo histórico han sido un factor influyente en la importancia que tiene la región. La extensión del citado Llano Costero del Norte es de unas 100 millas, y su anchura no pasa de cinco.

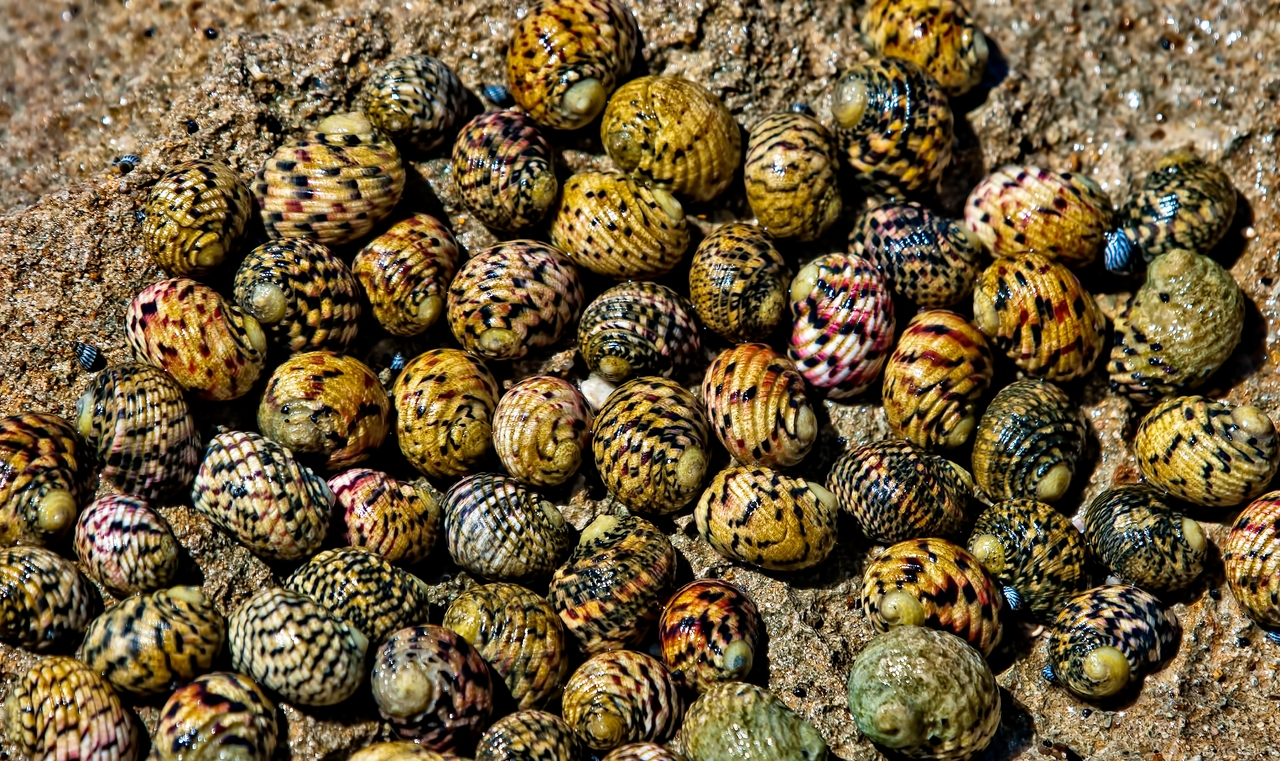
Caracol de la costa del barrio Puerto Nuevo

Casi al centro de su largo, está ubicado Vega Baja, siendo sus coordenadas -66.40 de longitud y 18.46 de latitud aproximadamente, con una elevación de 8 metros sobre el nivel del mar.
La zona urbana del municipio dista unos 6 kilómetros del mar por el norte, y por el sur está limitado por un relieve accidentado que llamamos montañas o lomas, según diferencias de elevación entre partes altas y bajas. Si vamos a señalar los límites geográficos de todo territorio que pertenece a Vega Baja, entonces podemos decir que por el norte llega hasta el Océano Atlántico; por el sur hasta el territorio de Morovis, por el este y oeste, hace frontera con Vega Alta y Manatí respectivamente.

### Topografía
El área colinda con la reserva natural Pantano Cibuco y llega hasta la playa. En la costa de Vega Baja habita una de las colonias de corales cuernos de arce más saludables en el Caribe. Las tierras varían desde llanas a onduladas. Las elevaciones en las partes costaneras fluctúan desde el nivel del mar hasta alrededor de 100 pies. Hacia el centro de la región, al sur de la zona urbana, comenzando desde el límite occidental hasta un poco al este del poblado, se encuentra una franja estrecha montañosa, con altitud promedio de 328 pies sobre el nivel del mar. Al sur de esta zona la topografía se toma más llevadera y la elevación se acerca a 250 pies.
Por ser una característica del Llano Costero del Norte, abundan en el territorio que ocupa hoy Vega Baja los pequeños montes y lomas conocidos como mogotes calizos. La topografía desarrollada recibe el nombre de topografía kárstica. El más elevado de sus montes es el Cerro Miraflores, con una elevación de 476 pies sobre el nivel del mar, localizado en el Barrio Almirante Norte. Su ubicación queda ya fuera del Llano Costero, hacia el interior, pero cercano a los llanos aluviales que forman los ríos Cibuco e Indio en su recorrido de sur a norte.

### Los suelos
Los suelos de Vega Baja son muy heterogéneos. Los mismos se han clasificados en 16 grupos diferentes, e incluyen un total de 30 distintas series de suelos. Casi toda la región de Colinas consiste de suelos poco profundos y pedregosos (litosoles), propios para bosques, y de suelos medianamente profundos, húmedos, pesados y negros derivados de piedra caliza. Estos suelos ocupan 8,800 y 4,300 cuerdas, respectivamente. Las series más importantes son: Tanamá, en los primeros, y Colinas, en los últimos. Los suelos que ocupan el mayor número de cuerdas dentro del llano son los suelos lateríticos, del llano costero, los cuales comprenden alrededor de 6500 cuerdas. La mayor parte de estos suelos pertenecen a las series Bayamón, Espinosa y Vega Alta. Áreas bastante extensas en los últimos grupos se encuentran en la región de las colinas. Los siguientes suelos más extensos en el llano son los aluviales y húmedos, los cuales abarca unas 3400 cuerdas y en su mayoría, de las series Toa y Coloso.
Otros suelos de alguna importancia son los orgánicos húmedos ( que requieren levemente desagüe), las arenas de la costa -de poca fertilidad y las turbas ácidas o alcalinas, que comprenden 2100, 1600 y 1400 cuerdas respectivamente. Las series más representativas de estos tres grupos son: Martín Peña y Piñones, el primer grupo; Corozo, del segundo, y Tiburones, del último.

## Barrios
- Algarrobo
- Almirante Norte
- Almirante Sur
- Cabo Caribe
- Ceiba
- Cibuco
- Puerto Nuevo
- Pugnado Adentro
- Pugnado Afuera
- Quebrada Arenas
- Río Abajo
- Río Arriba
- Pueblo
- Yeguada

## Hidrografía

### Ríos Cibuco e Indio
El río Cibuco y el río Indio son los que surcan el territorio de Vega Baja. Nacen en las montañas de Corozal y Morovis, respectivamente, y, en su recorrido de sur a norte, el Río Indio se convierte en el mayor afluente del primero al llegar al Llano Costero.
El río Cibuco tiene un largo total de 14 kilómetros aproximadamente. Desde su confluencia con el río Indio recorre 7 kilómetros hasta el mar, donde desemboca a unos 30 kilómetros de San Juan por una abertura que en algunos lugares alcanza hasta 100 metros de ancho. En el pasado siglo el río Cibuco fue una vía fluvial de comunicación y comercio de gran importancia para Vega Baja y sus pueblos colindantes.

### Laguna Tortuguero
Además de los ríos mencionados, abundan en la jurisdicción municipal de Vega Baja otros cuerpos de agua relevantes, así como varias zonas pantanosas y de manglares. Existe al noroeste de la población la Laguna Tortuguero, la cual ocupa un área de 19,080 cuerdas con una superficie de 300 hectáreas y una longitud de 4.5 kilómetros. Dicho cuerpo de agua es parte de una extensa área pantanosa, localizada al noroeste del Pueblo, en los barrios Algarrobo, Yeguada y parte de Puerto Nuevo,  del municipio de Vega Baja; y Tierras Nuevas Salientes, del Municipio de Manatí. La laguna es el cuerpo natural de agua dulce más grande e importante de Puerto Rico y única en su clase. Unas de las características distintivas de ésta laguna es la procedencia de sus aguas que, en su mayoría, son producto de materiales que brotan de su fondo; su gran belleza escénica, importancia ecológica y por su sistema natural rico en fauna y flora acuática.

### Flora
De acuerdo con su flora, el área de la Laguna es el habitáculo más importante en Puerto Rico, a excepción del Bosque nacional El Yunque, del Monte del Estado y del Bosque estatal de Toro Negro. Aunque el área que ocupa la Laguna es inferior a la vigésima parte de la que ocupa el Yunque, se encuentra en ella una diversidades de flora casi tan numerosa como la del Yunque. Bien sea en la propia Laguna o en sus alrededores , se pueden encontrar unas 713 especies de plantas vasculares, comprendidas en 119 familias. Muchas de esas especies se consideran como raras, donde unas 51 de ellas están en peligro de extinción.

### Peces
Por la gran abundancia de peces que había hasta hace algunos años en la Laguna de Tortuguero, se practicó la pesca comercial en forma intensa, y esto disminuyó considerablemente su población de peces. Otro factor que ha contribuido a esa disminución ha sido el gradual deterioro en la calidad de las aguas de la Laguna, como consecuencia del abuso del medio ambiente por parte del elemento humano que la utiliza o habita cerca de ella. 
Un estudio que se llevó a cabo en 1971, por Neris Reyes de Ruiz, demostró la existencia en la Laguna de unas 18 especies de peces, incluyendo algunas que fueron trasplantadas desde otros lugares.

### Aves
Esta Reserva posee un ambiente propicio para una diversidad de aves debido a su fuente de alimentos continuos y por ser un lugar de anidaje y refugio. Unos estudios realizados por la señora Neris Reyes de Ruiz y el Dr. Virgilio Biaggi, reportaron unas 39 especies de aves distintas en toda el área de la Laguna. De estas 39 especies, 14 son migratorias y el resto reside en Puerto Rico.

### Especies exóticas introducidas
A mediados de la década de 1970 se han observado la presencia de caimanes en el área de la Laguna Tortuguero en Vega Baja. Fueron introducidos accidentalmente mediante la compra y venta indiscriminada de caimanes en el mercado de mascotas. A media que fueron creciendo, sus dueños los fueron liberados cerca de la laguna donde se has establecido. Estos animales exóticos genera problemas a corto y largo plazo para la agricultura, para la flora y la fauna nativa.
El Departamento de Recursos Naturales preparó un plan de Control población donde el objetivo final es disminuir la densidad poblacional a un nivel en que los caimanes no causen daños considerables al ecosistema. Esto se lleva a cabo esto en forma nocturna. El caimán tiene alta mortalidad, la población de caimanes es madura. Se ha logrado reducir la densidad encontrada a comienzos del programa. El objetivo final es disminuir la densidad poblacional a un nivel en que los caimanes no causen daños considerables al ecosistema.

## Climatología

### Temperatura
Es muy leve la fluctuación en la temperatura de Vega Baja entre los meses más calientes y los más fríos. Como la mayoría de los pueblos localizados en el Llano Costero del Norte, el cambio de la temperatura muy rara vez excede los 6 °Fahrenheit. La temperatura anual es de 77° grados Fahrenheit, y para los meses de enero y febrero, y de agosto a septiembre se producen los extremos frío-caliente. Esta condición hace que Vega Baja este comprendido en aquella zona climatológica de Puerto Rico que se conoce como de "tierra caliente" o tropical. De parte alta de las montañas, y cuya temperatura promedio anual es de 74° Fahrenheit o menos, se dice que están en la "tierra templada".
Dado el caso que la temperatura anual promedio de Vega Baja es superior por solo tres grados de la isoterma de 74°, podemos disfrutar de una temperatura benigna que no exige grandes esfuerzos de adaptación al producirse los cambios de estaciones.

### Lluvias
Vega Baja recibe una precipitación de lluvia anual de unas 55 pulgadas. En la distribución por regiones que se ha hecho en Puerto Rico, a base de la lluvia que recibe Vega Baja, está en la "región húmeda" de la costa norte, que comprende la faja del llano costero desde Manatí hasta Canovanas, aproximadamente. Los primeros cuatro meses del año se consideran como los menos húmedos, pero solamente febrero y marzo pueden considerarse secos. Hay mayor humedad en los últimos siete meses del año. La mayor cantidad de lluvia la recibe el territorio de Vega Baja durante los meses de mayo a noviembre.
Las estadísticas conservadas demuestran que hay una temporada absolutamente seca o húmeda. Se puede decir que hay temporadas de relativamente de lluvia y relativamente sequía. Abunda el sol aun en la llamada temporada de lluvia. Generalmente, la lluvia cae en aguaceros cortos, pero intensos. No obstante, en ocasiones, fenómenos climatológicos no frecuentes producen lluvias torrenciales que provocan grandes avenidas de los ríos y las inundaciones que afectan considerablemente a sus habitantes y a la economía en general. Las ondas tropicales del éste (mayo a noviembre), los frecuentes fríos del noroeste (noviembre a abril), y las tormentas tropicales (junio a noviembre), son algunos de esos fenómenos climatológicos que hemos mencionado.

## Escudo de Armas

### Descripción técnica
En campo de plata una cabria anglesada de sinople, cargada de cinco rosas plateadas y acompañada de tres naranjos arrancados. al natural, frutado de oro. Por timbre, corona mural de plata de cinco torres, mazonada de sable y aclarada de sinople.

### Simbolismo
En el escudo están representados todos los elementos del nombre primitivo y actual de la población. Debido a las características topográficas del lugar en que se estableció, de la flora de la región y del título y advocación de su iglesia parroquial, Vega Baja se conoció antiguamente por el nombre de "El Naranjal" o "pueblo de Nuestra Señora del Rosario de Vega Baja". Las rosas aluden a la Virgen del Rosario, patrona del pueblo; la cabria anglesada - alude a la Vega y los naranjos como es obvio, a "El Naranjal".
Los esmaltes principales del escudo, oro y verde, son los que hacen años se vienen usando como colores representativos de Vega Baja en los actos escolares, acontecimientos deportivos y demás manifestaciones de la vida cívica y cultural de la población.
La corona mural es el timbre que corresponde a los blasones municipales. La de Vega Baja lleva cinco torres para significar que el pueblo fue exaltado al rango de "Villa por Real Decreto".

## Bandera
Consiste en un paño amarillo atravesado por una banda anglesada verde. Los colores amarillo y verde son usados tradicionalmente en el pueblo durante actividades cívicas, deportivas y culturales. La banda anglesada se relaciona con la vega y el río.

### El Sello
El sello del pueblo y municipalidad de Vega Baja consistirá del escudo de la población, en dibujo lineal o al relieve, rodeado de la inscripción: MUNICIPALIDAD DE VEGA BAJA. ESTADO LIBRE ASOCIADO DE PUERTO RICO.

## Cultura

### Cuna de la cultura y la música tradicional
De Vega Baja han surgido exponentes de la música tradicional puertorriqueña. Uno de los más prominentes es el Trío Vegabajeño, la cual marcó toda una época en la música popular puertorriqueña.
Más aún, cuando los tríos dominaban la escena musical en América, el Trío Vegabajeño se proyectó como el trío representativo de Puerto Rico y se le llegó a reconocer como el trío nacional puertorriqueño. El Trío Vegabajeño se organizó, de manera informal, en el 1943 cuando Fernandito Álvarez, Octavio González y Benito de Jesús unieron sus talentos. Al poco tiempo se representaron por la radio, donde fueron bautizados como Trío Vegabajeño. Este primer Trío Vegabajeño fue un dúo de voces. En 1945 el ejército norteamericano reclutó a Octavio González y su lugar lo ocupó el cantante y compositor humacaeño José "Pepito" Maduro. Fue este trío el que estableció en Puerto Rico la modalidad de cantar a tres voces. Su primera grabación fue en 1946. La popularidad que de inmediato alcanzó el Trío Vegabajeño lo llevó a representarse en los escenarios más importantes de la Isla y en comunidades hispanas en los Estados Unidos, principalmente en Nueva York.
El Trío Vegabajeño se convirtió en una leyenda en Puerto Rico y un símbolo para el pueblo de Vega Baja. Es por esa razón que se erigió el monumento al Trío Vegabajeño, en reconocimiento de su larga y exitosa trayectoria musical y cultural que trascendió la Isla y el Caribe.

### De la música al baile
Así como el Trío Vegabajeño se encargó de poner el nombre de Vega Baja en alto, otros artistas y agrupaciones han hecho lo propio para fomentar la música tradicional. Ese es el caso del Ballet Folklórico Guamanique, una organización artístico-cultural sin fines de lucro. Nace en Vega Baja en el 1994, a cargo de su director y fundador, Eduardo Calderón. Desde sus comienzos, un centenar de jóvenes han pasado por esta agrupación y compartido con públicos de toda la Isla la riqueza de la música típica puertorriqueña y bailes folklóricos. De igual forma, Guamanique ha representado a Vega Baja y a Puerto Rico en festivales y eventos culturales en 23 países, recibiendo galardones y reconocimientos por su trabajo artístico de gran calidad. También ha desarrollado iniciativas educativas y comunitarias para llevar la música y bailes tradicionales a jóvenes estudiantes por toda el área norte, principalmente en Vega Baja, de donde aún provienen muchos de sus miembros actuales.

## Patrimonio

### Monumentos
- Monumento al Trabajador de la Caña
- Monumento al Trío vegabajeño
- Monumento al Soldado Puertorriqueño
- Relieve Escultórico de la Historia De Vega Baja
- Monumento al Hombre Pescador

### Teatros
- Teatro América
- Teatro Fénix

### Museos
- Museo Casa Alonso
- Museo Militar Jorge Otero Barreto
- Museo Casa Portela